# Långnäbbad trädklättrare
Långnäbbad trädklättrare (Nasica longirostris) är en fågel i familjen ugnfåglar inom ordningen tättingar.

## Utseende och läte
Långnäbbad trädklättrare gör skäl för sitt namn med en mycket lång skäraktig näbb som gör den omisskännlig. Vidare har den vit strupe och tydlig vit streckning på hals och bröst. Lätet består av serier med långa visslingar som ofta hörs i gryning och skymning.

## Utbredning och systematik
Fågeln förekommer från östra Colombia till sydvästra Venezuela, norra Bolivia, Amazonområdet (Brasilien) och Franska Guyana. Den placeras som enda art i släktet Nasica. 

## Levnadssätt
Långnäbbad trädklättrare hittas i trädtaket i skog och skogsbryn, ofta nära vatten. Den ses vanligen enstaka eller i par. 

## Status och hot
Arten har ett stort utbredningsområde, men tros minska i antal, dock inte tillräckligt kraftigt för att den ska betraktas som hotad. Internationella naturvårdsunionen IUCN listar arten som livskraftig (LC).